# 9. Sinfonie (Schostakowitsch)
Die 9. Sinfonie Es-Dur, Opus 70 von Dmitri Schostakowitsch entstand in den Jahren 1944 und 1945. Es handelt sich um eine fünfsätzige Sinfonie mit einem Kopfsatz in klassischer Sonatensatzform.

## Entstehung
Pläne für eine neunte Sinfonie entwickelte Schostakowitsch schon im Frühjahr 1944. Ursprünglich sollte sie nicht nur orchestral besetzt sein, sondern auch einen Chor beinhalten.
Mit dem Sieg der Roten Armee über Hitlerdeutschland im Mai 1945 verstärkte sich der Druck auf Schostakowitsch, nach seinen beiden Kriegssinfonien, der 7. und der 8., nun eine Siegessinfonie zu komponieren. Hinzu kam, dass sich der Personenkult um Stalin nach Ende der Kampfhandlungen wieder verstärkte und dieser nun ein heroisches Werk erwartete. Die Zahl 9, die seit Beethovens neunter Sinfonie einen besonderen Anspruch erforderte, erhöhte den Druck auf Schostakowitsch noch zusätzlich. Es wurde ein Werk erwartet, das alles bisher Gewesene übertreffen sollte. Die Antwort Schostakowitschs auf diese Erwartungen war überraschend, die politischen Reaktionen führten zu einer langen Pause im sinfonischen Schaffen Schostakowitschs, der seine nächste Sinfonie erst nach dem Tod Stalins verfasste.

## Charakteristik
Schostakowitsch stieß mit seiner Sinfonie die Führung der Sowjetunion auf vielerlei Art vor den Kopf. Mit der Verwendung der Tonart Es-Dur nahm er zwar den geforderten heroischen Charakter einer Siegessinfonie auf, führte aber die Erwartungen, die sich mit dieser Tonart verbanden, ad absurdum. Die Mittel dazu waren einerseits die strenge Form, die sich bereits seit Beethoven auflöste und in der Musik des 20. Jahrhunderts äußerst unüblich war. Des Weiteren ist die Sinfonie im Vergleich zu ihren Vorgängern extrem kurz. Die lehrbuchgleiche Anwendung einer strengen Form paart sich mit der Verwendung geradezu stupider musikalischer Mittel, scheinbar sinnloser Läufe und sarkastisch übersteigerter Allegri. Diese musikalischen Mittel steigert Schostakowitsch im Laufe der Sinfonie zu einem Zirkusmarsch an der Stelle, an der ein heroisches Finale stehen sollte. Trotz aller scheinbarer Oberflächlichkeit und Stupidität finden sich auch klassische Motive, die Schostakowitsch in der Zeit des stalinistischen Terrors immer wieder verwendete, etwa die Darstellung von übermächtigen Bedrohungen mit Hilfe primitiver Akkorde und einer gewalttätigen Ästhetik der Musik.

## Besetzung
3 Flöten (3. Piccolo), 2 Oboen, 2 Klarinetten in A und B, 2 Fagotte, 4 Hörner, 2 Trompeten, 3 Posaunen, Tuba, Pauken, Schlagwerk (kleine Trommel, große Trommel, Becken, Triangel, Tamburin), Streicher

## Analyse

### 1. Satz (Allegro)
Der erste Satz steht in der Grundtonart Es-Dur, welche hier zweierlei Möglichkeiten zur Interpretation bietet. Einerseits kann Es-Dur durch die historische Vorbelastung durch Beethoven und Bezüge auf Napoleon eine Anspielung auf den Personenkult Stalins nach dem Sieg der Roten Armee sein, andererseits verfehlt der erste Satz die Tonart der 9. Sinfonie Beethovens d-Moll um einen halben Ton und zieht damit die durch die sowjetische Staatsführung aufgestellten Anforderungen an die Sinfonie ins Absurde.
Der erste Satz ist betont einfallslos gehalten. Eine dialogische Struktur, die von Streichern und Flöten bestimmt wird, ist dominierend. Charakteristisch sind die resoluten Quartsprünge, die den grotesken Heroismus einer Zirkusmusik vorwegnehmen, aber auch an die Leningrader Sinfonie erinnern, in denen diese Quartsprünge ein Symbol der Gewalt darstellen.
Formal folgt der erste Satz äußerst orthodox dem Aufbau eines klassischen Sonatenhauptsatzes.
Bisher aber ist nicht erkannt worden, dass Schostakowitsch hier das Lied Lob des hohen Verstandes aus Gustav Mahlers Des Knaben Wunderhorn zitiert, in dem der Esel entscheidet, dass der Kuckuck schöner singe als die Nachtigall. Hinweise dazu gibt der Artikel von Jakob Knaus in der Neuen Zürcher Zeitung vom 29. Oktober 2016 unter dem Titel Das Geheimnis von Schostakowitschs 9. Sinfonie: Der Weiseste der Weisen – ein Esel?. Stalin war nach Ende des Zweiten Weltkriegs als großer Sieger und als „Weisester der Weisen“ bezeichnet worden.

### 2. Satz (Moderato)
Der zweite Satz passt sich ebenfalls dem Aufbau einer klassischen Sinfonie an. In diesem ist jedoch nichts von Groteske oder Absurdität zu spüren. Vielmehr ist er durch bedrohende und klagende Motive bestimmt. Zwei klagende Motive werden entwickelt, die beide von gedämpften Holzbläsern geprägt sind. Diesen gesellt sich in Takt 99 ein drittes hinzu, das bei Schostakowitsch oft verwendete bedrohliche Motive verwendet. Hier sind es chromatisch ansteigende Streicher, die in ein langgestrecktes Crescendo eingebettet sind. Dieses dritte Motiv kann man als eine Sarabande ansehen. Barocke Formen verwendete Schostakowitsch schon in den vorhergehenden beiden Kriegssinfonien als Ausdrucksmittel für Leid, Trauer, Gewalt und Brutalität. Generell ist der zweite Satz von einer tiefen Ernsthaftigkeit geprägt, die den ersten denkbar stark kontrastiert. Diese bei Schostakowitsch oft zu findende Herangehensweise ist auf die Notwendigkeit zurückzuführen, der Trauer und dem Leid einfacher Menschen die auslösende Gewalt der Herrschenden gegenüberzustellen.

### 3. Satz (Presto)
Das Scherzo des dritten Satzes kontrastiert den zweiten wiederum äußerst stark. Es ist dreiteilig angelegt, zwei Hauptsätze betten ein Trio in der Mitte des Scherzos ein. Das Trio ist wiederum marschartig. Interessant ist in diesem Marsch die anfängliche Tonart fis-Moll, die in der Romantik als Tonart des Todes galt. Der Satz endet in einer dem Scherzo-Charakter stark widersprechenden Stimmung, die auf den vierten Satz hinleitet.

### 4. Satz (Largo)
Der vierte Satz verarbeitet dialektisch die zwei Aspekte des Krieges. Ein martialisches Fanfaren-Thema eröffnet den Satz und wird in Takt 10 nach einem Beckenschlag von einem stark melodiösen und sehr innigen Thema kontrastiert, das von nur einem Fagott vorgetragen wird. Die dialogische Struktur aus dem nur mäßig variierenden Fanfaren-Thema und der Fagott-Melodie setzt sich über den gesamten Satz fort. Auffällig ist die unterschiedliche Behandlung der Dynamik. Während das Fanfarenthema weitestgehend einheitlich in Fortissimo gehalten ist, weist das Fagott-Thema ein breiteres Spektrum auf. Der Satz endet mit einem an eine Erstickung erinnernden Decrescendo.

### 5. Satz (Allegretto)
Der fünfte Satz, der sich attacca an den vierten anschließt, wird mit der charakterlich veränderten Fagott-Stimme des vierten Satzes eingeleitet. Der Satz entwickelt drei Themen und steht wiederum in der Ausgangstonart Es-Dur. Eine marschartige Charakteristik tritt schon recht früh auf. In der Durchführung werden alle drei Themen entwickelt. Sie dient der Steigerung und Verdichtung des Materials. Der Höhepunkt findet sich in der Reprise (ab Takt 288), in der das Material zu einem grotesken Zirkusmarsch in der „heroischen“ Tonart Es-Dur gesteigert wird. Formal bleibt auch der letzte Satz äußerst einfallslos, er entspricht noch immer der Lehrbuchform.

## Folgen der Sinfonie
Mit seiner neunten Sinfonie mag Schostakowitsch den Rahmen der Provokationen, wie sie sich in vielen seiner Werke aus der Stalin-Zeit finden, überspannt haben. Ihr folgte die Ächtung durch die Kulturpolitik der Sowjetunion und spätestens nach den Schdanow-Referaten 1948 die neuerliche Verfolgung. Nach der neunten Sinfonie legte Schostakowitsch eine lange Pause in seinem sinfonischen Schaffen ein. Als große Ausnahme kann das oft als Sinfonie mit einer Solo-Violinstimme bezeichnete 1. Violinkonzert op. 77 bezeichnet werden, das sich mit der Situation der Juden in der Sowjetunion nach dem Ende des Zweiten Weltkriegs und der einsetzenden antisemitischen Stimmung auseinandersetzt. Das Konzert wurde aufgrund der politischen Situation erst zwei Jahre nach Stalins Tod (1953) uraufgeführt. Die mit der Verwendung des DSCH-Motivs an das Violinkonzert anknüpfende 10. Sinfonie folgte erst nach dem Tod Stalins und gilt als Abrechnung mit dem Diktator.